# Тампонная печать

Схема тампопечати. Клише (1), тампон (2), ножи (3), Ракель (4), чернила (5), печать объекта (6)

Тампонная печать (тампопечать) — разновидность глубокой печати.
Эластичный промежуточный элемент, переносящий изображение (называемый «тампоном» или «роллером»), позволяет переносить изображение с печатных форм глубокой, плоской, высокой и трафаретной печати на поверхности практически любой формы. Чаще всего используют печатную форму с углублёнными элементами изображения на плоской пластине.

## История
Современные типографии имеют возможность печатать на авторучках, зажигалках, брелоках, бутылочных пробках, крышках банок, одноразовой посуде, парфюмерной упаковке, компакт-дисках, корпусах приборов, значках, игрушках "киндер-сюрпризов",  теннисных мячах и т. д. и т. п.
Способ появился в Швейцарии, где им печатали циферблаты часов. Тогда в качестве элемента для переноса изображения использовали тампон из желатина. На некоторых отечественных предприятиях до сих пор также применяют тампоны из желатино-глицериновой массы. Такие тампоны имеют низкую химическую устойчивость и механическую прочность, нестабильны по свойствам. Их тиражестойкость полторы—две тысячи оттисков.
В середине 1960-х годов была создана первая машина тампонной печати с электрическим приводом. Вскоре появились тампоны из вулканизированного холодным способом силикона.
В настоящее время применяются тампоны из полиэфируретанов и силиконовых каучуков. Их тиражестойкость — несколько сотен тысяч оттисков.
Печать «по сырому» красками на летучих растворителях (аналогично многоцветной трафаретной печати) позволяет наносить несколько красок, не прибегая к длительной сушке оттисков. В настоящее время стала возможна растровая печать изображений хорошего качества.

## Технологическая схема изготовления продукции методом тампонной печати
- Подготовка и проверка дизайн-макета, на соответствие техническим требованиям и требованиям заказчика.
- Фотовывод. Процесс цветоделения оригинала: раскладка его на диапозитивы (фотоформы), каждый из которых соответствует одной из применяемых в изображении красок.
- Растрирование.
- Вытравливание клише. Металлические пластины для изготовления клише обработаны специальным чувствительном слоем. С его помощью необходимое изображение экспонируется с плёнки на пластину. После вымывания запечатываемые элементы представляют собой углубления в пластине, куда будет заливаться краска. Таким образом получается клише.
- Подготовка печатной машины и печать тиража. На станке устанавливается клише, закрепляется материал или изделие для печати. На клише подается краска, которая равномерно распределяется по нему. С помощью ракеля лишняя краска удаляется с пробельных элементов. Тампон соприкасается с клише и забирает краску с печатных элементов, а затем переносит изображение на запечатываемую поверхность.
- Напечатанная продукция отправляется на послепечатную обработку.

## Преимущества
Преимуществами тампонной печати являются относительная простота подготовки клише и печати, невысокая стоимость оборудования и экономичность технологии, а также то, что она позволяет наносить достаточно детализированные изображения на неплоские поверхности. 

## Недостатки
Ограничения тампопечати — небольшой размер наносимого изображения и невозможность печати на слишком сильно искривлённых поверхностях.
Не на всех поверхностях краска хорошо держится. В таком случае требуется дополнительная обработка: коронным разрядом либо активация поверхности с помощью обработки газом.

## Народный способ
Известен метод подделки печатей (штампов) путём переноса их с документа на документ, когда в качестве тампона используется поверхность варёного куриного яйца или срез сырой картофелины.